# Valerij Bondar
Valerij Jurijovyč Bondar (in ucraino Вале́рій Ю́рійович Бо́ндар?; Charkiv, 27 febbraio 1999) è un calciatore ucraino, difensore dello Šachtar e della nazionale ucraina.

## Caratteristiche tecniche
È un difensore centrale.

## Carriera

### Club
Ha giocato nella prima divisione ucraina.

### Nazionale
Con la nazionale Under-20 ucraina ha preso parte al Campionato mondiale di calcio Under-20 2019. Nel 2020 ha esordito in nazionale maggiore.

## Statistiche

### Presenze e reti nei club
Statistiche aggiornate al 2 aprile 2023.
| Stagione        | Squadra         | Campionato      | Campionato | Campionato | Coppe nazionali | Coppe nazionali | Coppe nazionali | Coppe continentali | Coppe continentali | Coppe continentali | Altre coppe | Altre coppe | Altre coppe | Totale | Totale |
| Stagione        | Squadra         | Comp            | Pres       | Reti       | Comp            | Pres            | Reti            | Comp               | Pres               | Reti               | Comp        | Pres        | Reti        | Pres   | Reti   |
| --------------- | --------------- | --------------- | ---------- | ---------- | --------------- | --------------- | --------------- | ------------------ | ------------------ | ------------------ | ----------- | ----------- | ----------- | ------ | ------ |
| 2018-2019       | Šachtar         | PL              | 1          | 0          | KU              | 0               | 0               | UCL+UEL            | 0                  | 0                  | SU          | 0           | 0           | 1      | 0      |
| 2019-2020       | Šachtar         | PL              | 11         | 1          | KU              | 0               | 0               | UCL+UEL            | 0+1                | 0                  | SU          | 0           | 0           | 12     | 1      |
| 2020-2021       | Šachtar         | PL              | 11         | 0          | KU              | 0               | 0               | UCL+UEL            | 6+0                | 0                  | SU          | 1           | 0           | 18     | 0      |
| 2021-2022       | Šachtar         | PL              | 7          | 0          | KU              | 0               | 0               | UCL                | 1                  | 0                  | SU          | 0           | 0           | 8      | 0      |
| 2022-2023       | Šachtar         | PL              | 15         | 1          | -               | -               | -               | UCL+UEL            | 6+3                | 0                  | -           | -           | -           | 24     | 1      |
| Totale carriera | Totale carriera | Totale carriera | 45         | 2          |                 | 0               | 0               |                    | 17                 | 0                  |             | 1           | 0           | 63     | 2      |

### Cronologia presenze e reti in nazionale
| Cronologia completa delle presenze e delle reti in nazionale ― Ucraina | Cronologia completa delle presenze e delle reti in nazionale ― Ucraina | Cronologia completa delle presenze e delle reti in nazionale ― Ucraina | Cronologia completa delle presenze e delle reti in nazionale ― Ucraina | Cronologia completa delle presenze e delle reti in nazionale ― Ucraina | Cronologia completa delle presenze e delle reti in nazionale ― Ucraina | Cronologia completa delle presenze e delle reti in nazionale ― Ucraina | Cronologia completa delle presenze e delle reti in nazionale ― Ucraina |
| Data                                                                   | Città                                                                  | In casa                                                                | Risultato                                                              | Ospiti                                                                 | Competizione                                                           | Reti                                                                   | Note                                                                   |
| ---------------------------------------------------------------------- | ---------------------------------------------------------------------- | ---------------------------------------------------------------------- | ---------------------------------------------------------------------- | ---------------------------------------------------------------------- | ---------------------------------------------------------------------- | ---------------------------------------------------------------------- | ---------------------------------------------------------------------- |
| 11-11-2020                                                             | Chorzów                                                                | Polonia                                                                | 2 – 0                                                                  | Ucraina                                                                | Amichevole                                                             | -                                                                      | 63’                                                                    |
| 8-6-2022                                                               | Dublino                                                                | Irlanda                                                                | 0 – 1                                                                  | Ucraina                                                                | UEFA Nations League 2022-2023 - 1º turno                               | -                                                                      |                                                                        |
| 21-9-2022                                                              | Glasgow                                                                | Scozia                                                                 | 3 – 0                                                                  | Ucraina                                                                | UEFA Nations League 2022-2023 - 1º turno                               | -                                                                      | 45’                                                                    |
| 7-6-2024                                                               | Varsavia                                                               | Polonia                                                                | 3 – 1                                                                  | Ucraina                                                                | Amichevole                                                             | -                                                                      |                                                                        |
| 7-6-2025                                                               | Toronto                                                                | Canada                                                                 | 4 – 2                                                                  | Ucraina                                                                | Amichevole                                                             | -                                                                      |                                                                        |
| Totale                                                                 |                                                                        | Presenze                                                               | 5                                                                      |                                                                        | Reti                                                                   | 0                                                                      |                                                                        |

## Palmarès

### Club

#### Competizioni nazionali
- Campionato ucraino: 4

Šachtar: 2018-2019, 2019-2020, 2022-2023, 2023-2024
- Coppa d'Ucraina: 3

Šachtar: 2018-2019, 2023-2024, 2024-2025
- Supercoppa d'Ucraina: 1

Šachtar: 2021

### Nazionale
- Campionato mondiale Under-20: 1

Polonia 2019